# Gerardo (obispo de Segovia)
Gerardo, también conocido como Geraldo o Giraldo (m. 1225) fue un eclesiástico castellano, que ocupó el cargo de obispo de Segovia entre 1214 y 1224.

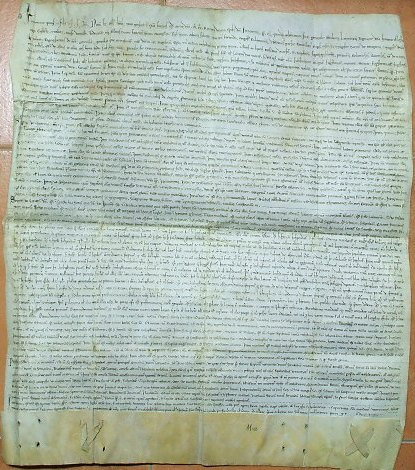
Sentencia de 1215 del pleito entre el obispo y los clérigos y laicos de Cuéllar, Sepúlveda y otras villas de la diócesis.

Aparece en el año 1212 como enviado de Alfonso VIII de Castilla ante Inocencio III, para tratar sobre las cruzadas. Su nombramiento como obispo de Segovia en 1214, hubo de ser anterior al 6 de octubre, pues gozando ya de la dignidad fue uno de los religiosos que dieron sepultura al rey Alfonso VIII de Castilla en el monasterio de las Huelgas de Burgos. Un mes después, aparece trocando con el heredero, Enrique I de Castilla, la villa de Fresno (que había sido donada por el anterior monarca a los obispos) por veinte yugadas de tierra, en el lugar de Magán.
En 1215 se falló un pleito existente entre su persona y los vasallos de la villa de Mojados, propiedad de la diócesis, sobre jurisdicción y tributos. También de importancia fue la sentencia que fallaron en diciembre del mismo año los jueces nombrados por Inocencio III en relación con el pleito entre el obispo, de una parte, y los clérigos y laicos de Cuéllar, Sepúlveda y otras villas de la diócesis, de otra, sobre costumbres, arbitrios y otras muy diversas cuestiones. Otros hechos significativos acaecidos durante su mandato son la visita a la ciudad que hizo santo Domingo de Guzmán en 1218, en la que fundó el convento de Santa Cruz, o la concesión de privilegio que le hizo el rey Fernando III de Castilla, estando de visita en la ciudad, el 2 de junio de 1221.
Durante su gobierno celebró un controvertido sínodo que perjudicó tanto a los eclesiásticos como a los seglares, y tales fueron las quejas, que se llevaron a Roma, y Honorio III le retiró de la diócesis por considerarlo mentalmente enajenado. El pontífice nombró administrador a Rodrigo Jiménez de Rada, arzobispo de Toledo, que deshizo las ordenanzas dictaminadas en el sínodo. Retirado de su diócesis, el obispo don Gerardo falleció en el año 1225.
| Predecesor: Gonzalo Miguel | Obispo de Segovia 1214 - 1224 | Sucesor: Bernardo |